# Neoarius hainesi
Neoarius hainesi — вид родини Арієві ряду сомоподібних. Раніше був відомий під назвою Amissidens hainesi і вважався єдиним представником роду Amissidens.

## Опис
Загальна довжина досягає 32 см. Голова помірного розміру. Очі великі, становлять 14-24 % довжини голови. Рот маленький, майже чотирикутний. Губи м'ясисті і тонкі. Вуси тонкі та короткі. Тулуб витягнутий. Скелет складається з 49-50 хребців. На спинному та грудних плавцях є довгі, тонкі колючки. Спинний плавець високий, з короткою основою, 7 м'якими променями. Жировий плавець короткий. Черевні плавці зубчасті. Анальний плавець довгий, з 20-23 м'якими променями.
Забарвлення спини та боків темно-сіре, черево — райдужно-фіолетове. Неба і бранхіогенна камера часто пурпурно-коричневого кольору.

## Спосіб життя
Мешкає в морських і солонуватих водах. Дотримується берегової зони і гирла річок. Цей сом активний у присмерку або вночі. Вдень ховається біля дна. Живиться водними безхребетними.
Відкладає ікру у гніздо.

## Розповсюдження
Поширений у водоймах острова Нова Гвінея і Австралії (між Дарвіном та затокою Карпентарія).